# Channahon
Channahon ist ein Village im Bundesstaat Illinois der Vereinigten Staaten. Der Ort gehört zur Metropolregion Chicago und liegt größtenteils im Will County, der westliche Teil von Channahon ist Teil des Grundy County. Das U.S. Census Bureau hat bei der Volkszählung 2020 eine Einwohnerzahl von 13.383 ermittelt.

## Lage
Channahon liegt im äußersten Südwesten der Metropolregion Chicago, rund 15 Kilometer südwestlich von Joliet. Das Stadtzentrum von Chicago ist etwa 70 Kilometer von Channahon entfernt. Benachbarte Städte sind Minooka und Shorewood im Norden und Morris im Westen.
Channahon liegt am Zusammenfluss des Des Plaines River und des Kankakee River zum Illinois River. Durch die Stadt selbst fließt außerdem der DuPage River. Auf dem Stadtgebiet liegen mehrere kleinere Seen.

## Geschichte
In dem Gebiet um Channahon lebten ursprünglich amerikanische Ureinwohner vom Stamm der Potawatomi, bis 1832 erstmals europäische Siedler in die Region kamen. Der Name von Channahon stammt aus der Sprache der Potawatomi und bedeutet „Ort, an dem sich die Gewässer treffen“, der Name nimmt Bezug auf die Lage der Stadt am Zusammenfluss der drei Flüsse Des Plaines, DuPage und Kankakee River. Im Jahr 1836 wurde mit dem Bau eines Kanals begonnen, in der Nähe von Channahon befand sich eine der Schleusen.
Kurz nach dem Bau der Wasserstraße legte Myrvin Benjamin ein kleines Dorf in der Nähe der Schleuse an, dass er nach der Lage am DuPage River zunächst DuPage nannte. 1840 wurde die Siedlung in Snifton umbenannt. 1962 wurde der Ort unter dem heutigen Namen Channahon als Village inkorporiert, in den folgenden Jahren setzte ein starkes Wachstum von Channahon ein. In den 1970er-Jahren entstand südöstlich von Channahon auf der anderen Seite des Des Plaines River eine Ölraffinerie des Unternehmens ExxonMobil, einer der größten Arbeitgeber der Region.

## Bevölkerung

### Census 2010
Beim United States Census 2010 hatte Channahon 12.560 Einwohner, die sich auf 4024 Haushalte und 3392 Familien verteilten. 94,5 % der Einwohner waren Weiße, 1,3 % Afroamerikaner, 0,7 % Asiaten, 0,2 % waren amerikanische Ureinwohner; 2,0 % der Einwohner waren anderer Abstammung und 1,4 % hatten zwei oder mehr Abstammungen. Hispanics und Latinos machten 8,2 % der Gesamtbevölkerung aus. In 73,6 % der Haushalte lebten verheiratete Ehepaare, 7,0 % der Haushalte setzten sich aus alleinstehenden Frauen und 3,7 % aus alleinstehenden Männern zusammen. 47,4 % der Haushalte hatten Kinder unter 18 Jahren, die bei ihnen wohnten und in 16,5 % der Haushalte lebten Senioren über 65 Jahre.
Das Medianalter lag in Channahon im Jahr 2010 bei 35,9 Jahren. 31,3 % der Einwohner waren jünger als 18 Jahre, 6,5 % waren zwischen 18 und 24, 27,9 % zwischen 25 und 44, 27,0 % zwischen 45 und 65 und 7,3 % der Einwohner waren älter als 65 Jahre. 50,1 % der Einwohner waren männlich und 49,9 % weiblich.

### Census 2000
Beim United States Census 2000 lebten in Channahon 7344 Einwohner in 2279 Haushalten und 1989 Familien. 97,22 % der Einwohner waren Weiße, 0,42 % Afroamerikaner, 0,27 % Asiaten, 0,11 % amerikanische Ureinwohner, 0,95 % anderer Abstammung und 1,02 % waren mehrerer Abstammungen. Hispanics oder Latinos waren 3,64 % der Gesamtbevölkerung.
Zum Zeitpunkt der Volkszählung betrug das Medianeinkommen in Channahon pro Haushalt 71.991 US-Dollar und pro Familie 74.481 US-Dollar. Das durchschnittliche Pro-Kopf-Einkommen lag bei 22.867 US-Dollar. 1,7 % der Einwohner Channahons lebten unterhalb der Armutsgrenze, davon waren 1,6 % unter 18 und 3,8 % über 65 Jahre alt.

## Wirtschaft und Infrastruktur
Hauptwirtschaftsschwerpunkt ist in Channahon die Chemieindustrie, im westlichen Stadtgebiet befindet sich eine Erdölraffinerie des Unternehmens Kinder Morgan, südöstlich von Channahon steht eine Raffinerie von ExxonMobil. Weitere Unternehmen, die Standorte oder Produktionsstätten in Channahon betreiben sind Cemex und Whirlpool.
Channahon liegt am Kreuzungspunkt der Interstate-Highways 55 und 80 und hat zwei Anschlussstellen am Interstate 55 und eine weitere, außerhalb des Stadtgebietes liegende Anschlussstelle am Interstate 80. Durch die Lage am Interstate 55 an dieser Stelle liegt Channahon auch an der historischen Route 66. Der U.S. Highway 6 verläuft in West-Ost-Richtung direkt durch das Stadtzentrum von Channahon.